# Орнатский, Философ Николаевич
Филосо́ф Никола́евич Орна́тский (2 июня 1860, погост Новая Ёрга, Новгородская губерния — около 30 октября 1918) — протоиерей Русской православной церкви.
Причислен к лику святых Русской православной церкви в 2000 году.

## Семья
- Отец — Николай Платонович Орнатский, священник Новоёрговской Богоявленской церкви 1-й Петринёвской волости Череповецкого уезда.
- Брат — Иван Николаевич, священник, был женат на племяннице протоиерея Иоанна Кронштадтского. 23 февраля 1936 был приговорён к пяти годам лишения свободы и на следующий год умер в лагере.
- Сыновья — Николай и Борис Философовичи, расстреляны вместе с отцом в октябре 1918 и причислены к лику мучеников.
- Жена — Елена Николаевна, урождённая Заозёрская, дочь бывшего иподиакона митрополита Исидора.
- Свояк — священномученик Пётр Скипетров.

Фамилию Орнатский его деду Платону Иосифовичу «передал» находившийся на покое в Кириллове бывший епископ Пензенский и Саратовский Амвросий (в миру Андрей Орнатский, 1778—1827), приходящийся Философу Николаевичу двоюродным прадедом.

## Образование
Окончил Кирилловское духовное училище, Санкт-Петербургскую духовную семинарию (1881), Санкт-Петербургскую духовную академию со степенью кандидата богословия (1885).

## Священник
С 28 июля 1885 года — священник церкви при детском приюте принца Ольденбургского в Петербурге. С 1892 — настоятель церкви св. Андрея Критского в Петербурге при Экспедиции заготовления государственных бумаг. При его содействии при Экспедиции было открыто техническое училище, дававшее среднее и профессиональное образование. Был его начальником и одновременно законоучителем.
В 1893—1917 годы одновременно гласный Петербургской городской думы от духовенства, был членом думских комиссий по народному образованию и благотворительности. В течение 26 лет был председателем петербургского Общества распространения религиозно-нравственного просвещения. Участвовал в устройстве в городе ночлежных домов, сиротских приютов, богаделен; его стараниями в Петербурге и окрестностях было возведено 12 храмов, в том числе храм Воскресения Христова у Варшавского вокзала (самый большой из них; при нём с участием о. Философа было основано Александро-Невское общество трезвости), церкви Петра и Павла в Лесном, преподобного Сергия Радонежского на Новосивковской улице, преподобного Серафима Саровского за Нарвской заставой, Предтеченский храм на Выборгской стороне, Герасимовская церковь в Купчине, а также Исидоро-Юрьевский храм (другим инициатором строительства этого храма был священник Павел Кульбуш, будущий епископ Платон). В качестве председателя комитетов по строительству храмов распоряжался огромными деньгами, но при этом жил очень скромно, давал частные уроки, чтобы прокормить семью.

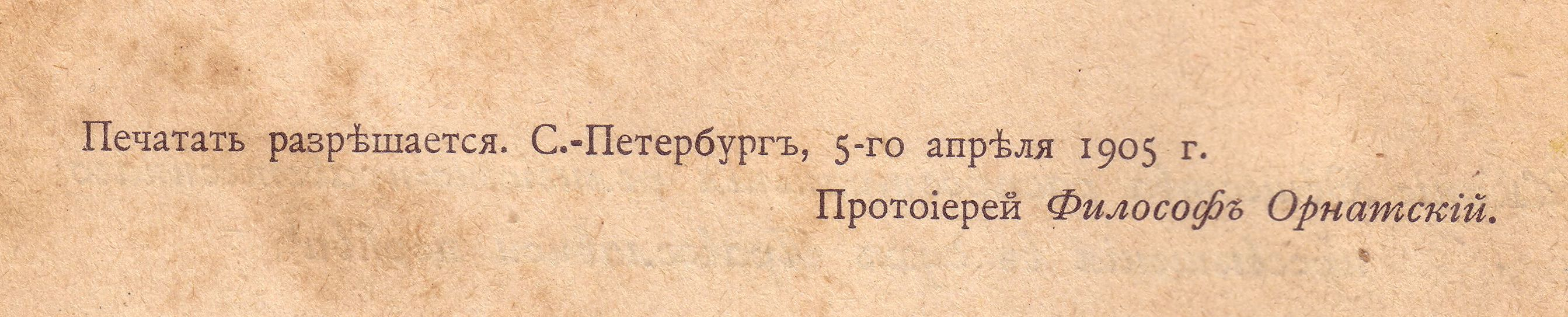
Разрешение прот. Философа Орнатского на печатание книги Иоанна Кронштадтского «Моя жизнь во Христе», 1905.

С 1895 года проводил на белильной фабрике беседы для рабочих. 8 июня 1898 года с его помощью было основано Православное эстонское братство во имя священномученика Исидора Юрьевского. Также организовал Христианское содружество учащейся молодёжи. Был редактором и цензором ряда петербургских духовных журналов, таких как «Санкт-Петербургский Духовный Вестник», «Отдых христианина», «Православно-Русское слово». Выдающийся проповедник, во время революции 1905 года призывал рабочих Нарвского района — места особой активности революционных пропагандистов — к верности императору Николаю II.
С 10 октября 1913 года — настоятель Казанского собора в Петербурге. Жил в Доме Казанского собора на углу Невского проспекта и Казанской улицы. Во время Первой мировой войны отдал свою квартиру под лазарет для раненых воинов, а сам с семьёй переехал в небольшое казённое помещение. Неоднократно выезжал в районы боевых действий, сопровождая транспорты с необходимыми воинам вещами и продуктами.
Награждён саном протоиерея (1898), митрою (1908); орденом св. кн. Владимира IV (1906) и III (1914) степени.
В 1917 года во главе с владыкой Вениамином (Казанским) был одним из создателей «Союза Церковного Единения». Выступал против отмены преподавания Закона Божия в школах.
В январе 1918 года организовал защиту Александро-Невской лавры, которую большевики намеревались «реквизировать», выступив с инициативой совершить к ней крестные ходы от всех храмов столицы. Они состоялись в воскресенье 21 января: от Александро-Невской лавры соединённый крестный ход с митрополитом Вениамином во главе направился к Казанскому собору, откуда процессии разошлись по своим храмам. В  Александро-Невской лавре от рук большевиков погиб протоиерей Пётр Скипетров. В отпевании своего родственника (мужа сестры жены) о. Философ не смог участвовать, так как накануне выехал в составе петроградской депутации в Москву для доклада о январских событиях патриарху Тихону. Митрополит Вениамин запретил говорить над гробом речи, призвав «плакать и молиться».

## Арест и мученическая кончина
Был арестован в августе 1918 года. Вместе с ним были арестованы сыновья Николай (1886—1918, военный врач) и Борис (1887—1918, штабс-капитан артиллерии). Прихожане требовали освободить священника; власти в ответ перевезли его с сыновьями из Петрограда в Кронштадт.
Протоиерей Философ Орнатский и его сыновья были расстреляны в ходе красного террора, предположительно, около 30 октября 1918 года. По дороге он читал вслух отходную над приговорёнными. По одним данным, расстрел произошёл в Кронштадте, по другим — неподалёку от Финского залива между Лиговом и Ораниенбаумом. Тела расстрелянных, по-видимому, были сброшены в залив.

## Канонизация
В августе 2000 года протоиерей Философ Орнатский и его сыновья Николай и Борис причислены к лику общецерковных святых Юбилейным Архиерейским собором Русской православной церкви.
27 октября 2018 года в Санкт-Петербурге в Российском государственном гидрометеорологическом университете состоялась Международная научная конференция «Жизнь как подвиг, Священномученик Философ Орнатский и его эпоха».
20 мая 2021 года в фойе колонного зала РГПУ открылась передвижная мультимедийная выставка «Жизнь как подвиг», посвящённая житию выдающегося общественного и церковного деятеля святого Философа Орнатского.

## Публикации
- О праздничном отдыхе для торговых людей. СПб., 1889.
- Русская православная миссия и Православная церковь в Японии : чтение в первом Общем собрании С. Петербургского епархиального миссионерского комитета священника Философа Орнатского. — Санкт-Петербург : С. Петербургское епархиальное братство во имя Пресвятой Богородицы, 1889 (Синодальная тип.). — 24 с.
- О необходимости единодушия в миссионерской деятельности со стороны церкви и государства : речь священ.: Фил. Ник. Орнатскаго и открытое письмо Ев. Ник. Воронца. — Москва : Тип. Л. и А. Снегиревых, 1890. — 14 с.
- О воспитании детей. — Санкт-Петербург : тип. А. Ф. Штольценбурга, 1890. — 30 с.
- О труде и праздничном отдыхе в жизни рабочих людей. — Санкт-Петербург: тип. А. Катанского и К°, 1890. — 9 с.
  - О труде и праздничном отдыхе в жизни рабочих людей. — 2-е изд. — Санкт-Петербург : товарищество «Печатня С. П. Яковлева», 1895. — 16 с.
- О христианском образовании женщины. — Санкт-Петербург : типо-лит. А. Ф. Штольценбурга, 1892. — 22 с.
- О значении святого храма в жизни христиан : Слово в день освящения церкви при Экспедиции заготовления гос. бумаг 18 окт. 1892 г. во имя св. преподобномученика Андрея Критского и в память о чуде милости божией 17 окт. 1888 г. — Санкт-Петербург : Экспедиция заготовления гос. бумаг, 1892. — 8 с.
- Значение чудеснаго события 17 октября 1888 года в жизни русскаго общества. - Санкт-Петербург : Тип. А. Катанскаго, 1892. - 8 с.
- Ответ на Пашковские вопросы. СПб., 1893.
- О самоубийстве пред судом откровенного учения. СПб., 1894.
- Слово об ангелах, произнесённое во время божественной литургии 8 ноября в Казанском соборе. — 2-е изд. — Санкт-Петербург : Общество распространения религ.-нравств. просвещ. в духе правосл. церкви, 1894. — 15 с.
- Слово о кресте в неделю крестопоклонную. — СПб. : Тип. Гл. упр. уделов, 1898. — 19 с.
- Саровские поучения. СПб., 1903.
- Секта пашковцев и ответ на «пашковские вопросы». — 2-е изд. — Санкт-Петербург : Общество распространения религ.-нравств. просвещ. в духе Правосл. церкви, 1903. — 54 с.
- Труды и дни: Проповеди, речи, статьи. — СПб. : Константино-Еленинский женский монастырь ; М. : Отчий дом, 2018. — 544 с.